# Bioindustry Park del Canavese - BiPCa
Pour les articles homonymes, voir Canavese.
Le Bioindustry Park del Canavese (BiPCa) est un parc scientifique et technologique situé dans le Piémont, près de Turin, dans le nord-ouest de l'Italie. Créé durant les années 1990, il devint opérationnel dès 1998.  

## Mission du Parc
La mission du Parc consiste à promouvoir et développer la recherche biotechnologique en accueillant et supportant les entreprises s’occupant de recherche, développement et production à l’échelle préindustrielle dans le secteur des sciences de la vie.
Merck Serono et Bracco ont d’ores et déjà localisé leurs activités de recherche et développement au sein du Bioindustry Park.

## Laboratoire de méthodologie avancée
Le Parc possède un Laboratoire de méthodologie avancée (LIMA), récemment réorganisé en plateforme de transfert technologique selon une approche multidisciplinaire. Le LIMA ne se contente pas seulement d’offrir des services grâce à son équipement scientifique, mais conduit aussi des programmes de recherche propriétaires dans le secteur de la chimie, de la biologie moléculaire, de la protéomique, de la bio-informatique, des nanotechnologies...
Grâce à une étroite collaboration avec l'université de Turin et le Conseil national de la Recherche - Consiglio Nazionale delle Ricerche (CNR), le LIMA fait aussi office de centre de formation permanent pour chercheurs et doctorants.
Le BiPCa accueille le Centre de l'université de Turin pour les technologies de l'Imaging (MRI, ultrasons, rayons X, …) focalisé sur l’évaluation de nouvelles solutions technologiques à appliquer dans le domaine du diagnostic et du screening pharmaceutique.
En 2005, le Bioindustry Park lance, grâce au support de la région Piémont, l’initiative « Discovery » pour l’identification et la sélection de nouvelles idées entreprenariales dans le domaine des biotechnologies. Huit start-ups ont d’ores et déjà été créés depuis le début du projet et ce avec le support d'Eporgen Venture, une entreprise de « speed capital » spécialisée dans l’investissement sur des projets Biotech.

## BioAlpine Cluster
En janvier 2006, le Bioindustry Park del Canavese pour Turin-Piémont (Italie), l’A.D.E.B.A.G. (Association pour le développement des biotechnologies dans l'agglomération grenobloise) pour Grenoble - Rhône-Alpes (France) et BioAlps pour la Suisse occidentale ont donné origine au « BioAlpine Cluster » destiné à développer et promouvoir la compétitivité transalpine dans le domaine des biotechnologies et des sciences médicales.